# Dendroceros javanicus
Dendroceros javanicus är en bladmossart som först beskrevs av Christian Gottfried Daniel Nees von Esenbeck, och fick sitt nu gällande namn av Christian Gottfried Daniel Nees von Esenbeck. Dendroceros javanicus ingår i släktet Dendroceros och familjen Dendrocerotaceae. Inga underarter finns listade i Catalogue of Life.